# Championnat de Russie de football de deuxième division 2019-2020
Navigation
Édition précédente Édition suivante
Spartak-2
Tchertanovo
Torpedo
La saison 2019-2020 de la FNL est la vingt-huitième édition de la deuxième division russe. C'est la neuvième édition à suivre un calendrier « automne-printemps » à cheval sur deux années civiles.
La compétition démarre le 7 juillet 2019 et avait pour date de fin initiale le 16 mai 2020, comprenant une trêve hivernale entre le 23 novembre 2019 et le 9 mars 2020. La pandémie de Covid-19 en Russie oblige cependant le championnat à être suspendu à partir du 17 mars 2020 à l'issue de la vingt-septième journée, seulement huit jours après la fin de la trêve hivernale. La compétition ne reprend pas par la suite et est définitivement abandonnée au mois de mai 2020. Le classement à la date de suspension est maintenu.
Pour cette édition, vingt clubs du pays sont regroupés au sein d'une poule unique où ils auraient dû s'affronter à deux reprises, à domicile et à l'extérieur, pour un total de 380 matchs, soit trente-huit chacun. En raison de l'arrêt prématuré de la compétition, seules 270 rencontres ont pu être jouées.
À l'origine à la fin de la saison, les cinq derniers du classement sont relégués en troisième division tandis que les deux premiers sont directement promus en première division. Le troisième et le quatrième sont quant à eux qualifiés pour le barrage de promotion face au treizième et quatorzième du premier échelon afin de déterminer les deux derniers participants de ces deux compétitions pour la saison 2020-2021. En raison de l'arrêt prématuré du championnat, les relégations ainsi que barrages de promotion sont annulés, seuls les deux premiers étant finalement promus.
Leader au moment à l'arrêt de la compétition, le Rotor Volgograd est ainsi titré champion pour cette édition et accède à la première division en compagnie de son dauphin le FK Khimki. Bien qu'aucune relégation sportive ne soit appliquée, le FK Armavir, l'Avangard Koursk, le Luch Vladivostok et le Mordovia Saransk quittent malgré tout la deuxième division à la fin de la saison pour des raisons financières.
Les meilleurs buteurs du championnat à son arrêt sont Aleksandr Roudenko et Ivan Sergueïev du Torpedo Moscou avec 14 buts marqués pour chaque. À noter que Roudenko a inscrit la quasi-totalité de ses buts sous les couleurs du Spartak-2 Moscou au cours de la première partie de saison. Le meilleur passeur de la compétition est Artem Polyarus (en) du FK Khimki avec neuf passes décisives.

## Clubs participants
Vingt équipes prennent part à la compétition, quinze d'entre elles étant déjà présentes la saison précédente, auxquelles s'ajoutent un relégué de première division, le Ienisseï Krasnoïarsk, et quatre promus de troisième division qui sont le Neftekhimik Nijnekamsk, le Tchaïka Pestchanokopskoïe, le Tekstilchtchik Ivanovo et le Torpedo Moscou qui remplacent les promus et relégués de l'édition précédente.
Parmi ces clubs, le Baltika Kaliningrad est celui présent depuis le plus longtemps avec une participation ininterrompue à la deuxième division depuis la saison 2006. Il est suivi du Chinnik Iaroslavl, présent depuis 2009, et du Luch Vladivostok, qui n'a pas quitté cet échelon depuis 2013.
Bien que remportant le groupe Est de la troisième division 2018-2019, le Sakhaline Ioujno-Sakhalinsk refuse de prendre part à la deuxième division, ce qui amène au repêchage du Baltika Kaliningrad, seizième la saison précédente. Dans la foulée, l'Anji Makhatchkala, relégué de première division, n'obtient pas la licence nécessaire pour participer au championnat, le Fakel Voronej étant alors repêché pour le remplacer. Au cours du mois de juin, le Sakhaline se voit infliger une pénalité de trois points en championnat, le faisant passer en deuxième position derrière l'Irtych Omsk qui n'est cependant pas autorisé à monter en deuxième division.
Légende des couleurs
- Relégué de première division
- Promu de troisième division

| Club                      | D2 depuis | Classement 2018-2019    | Entraîneur             | Stade                            | Capacité théorique |
| ------------------------- | --------- | ----------------------- | ---------------------- | -------------------------------- | ------------------ |
| Ienisseï Krasnoïarsk      | 2019      | 16 (D1)                 | Iouri Gazzaïev         | Stade central                    | 15 000             |
| Tom Tomsk                 | 2017      | 3                       | Vassili Baskakov       | Stade Troud                      | 10 028             |
| FK Nijni Novgorod         | 2017      | 4                       | Robert Ievdokimov      | Stade de Nijni Novgorod          | 45 253             |
| Tchertanovo Moscou        | 2018      | 5                       | Igor Osinkine          | Village sportif Loujniki         | 3 100              |
| Chinnik Iaroslavl         | 2009      | 6                       | Aleksandr Pobegalov    | Stade Chinnik                    | 22 900             |
| SKA-Khabarovsk            | 2018      | 7                       | Alekseï Poddoubski     | Stade Lénine                     | 15 200             |
| Avangard Koursk           | 2017      | 8                       | Igor Beliaïev          | Stade Trudovyé rezervy           | 11 329             |
| FK Khimki                 | 2016      | 9                       | Sergueï Iouran         | Arena Khimki                     | 18 636             |
| FK Krasnodar-2            | 2018      | 10                      | Artiom Koulikov        | Stade de l'académie de Krasnodar | 3 500              |
| Rotor Volgograd           | 2017      | 11                      | Aliaksandr Khatskevich | Volgograd Arena                  | 45 568             |
| Luch Vladivostok          | 2013      | 12                      | Valeri Petrakov        | Stade Dinamo                     | 10 200             |
| Spartak-2 Moscou          | 2015      | 13                      | Roman Pylypchuk (en)   | Stade Fiodor Tcherenkov          | 3 077              |
| Mordovia Saransk          | 2018      | 14                      | Oleg Vassilenko        | Mordovia Arena                   | 43 958             |
| FK Armavir                | 2018      | 15                      | Arsen Papikian         | Stade Iounost                    | 5 700              |
| Baltika Kaliningrad       | 2006      | 16                      | Ievgueni Kalechine     | Baltika Arena                    | 35 000             |
| Fakel Voronej             | 2015      | 17                      | Vladimir Bestchastnykh | Stade central                    | 32 750             |
| Torpedo Moscou            | 2019      | 1 (D3, Centre)          | Sergueï Ignachevitch   | Stade Eduard Streltsov           | 13 450             |
| Tekstilchtchik Ivanovo    | 2019      | 1 (D3, Ouest)           | Sergueï Pavlov         | Stade Tekstilchtchik             | 9 565              |
| Neftekhimik Nijnekamsk    | 2019      | 1 (D3, Oural-Privoljié) | Iouri Outkoulbaïev     | Stade Neftekhimik                | 3 200              |
| Tchaïka Pestchanokopskoïe | 2019      | 1 (D3, Sud)             | Magomed Adiev (en)     | Rostov Arena                     | 43 472             |

### Changements d'entraîneur
| Club                      | Entraîneur partant               | Date de départ   | Position   | Entraîneur arrivant              | Date d'arrivée   |
| ------------------------- | -------------------------------- | ---------------- | ---------- | -------------------------------- | ---------------- |
| Ienisseï Krasnoïarsk      | Dmitri Alenitchev                | 26 mai 2019      | Pré-saison | Aleksandr Alekseïev              | 17 juin 2019     |
| Torpedo Moscou            | Igor Kolyvanov                   | 3 juin 2019      | Pré-saison | Sergueï Ignachevitch             | 4 juin 2019      |
| Avangard Koursk           | Igor Beliaïev                    | 6 juin 2019      | Pré-saison | Mourat Iskakov                   | 6 juin 2019      |
| Fakel Voronej             | Sergueï Boulatov                 | 12 juin 2019     | Pré-saison | Sergueï Oborine                  | 12 juin 2019     |
| Tchaïka Pestchanokopskoïe | Vitali Semakine                  | 17 juin 2019     | Pré-saison | Dmitri Voïetski                  | 17 juin 2019     |
| Ienisseï Krasnoïarsk      | Aleksandr Alekseïev              | 16 août 2019     | 19e        | Iouri Gazzaïev                   | 16 août 2019     |
| Avangard Koursk           | Mourat Iskakov                   | 22 août 2019     | 14e        | Oleg Vassilenko                  | 22 août 2019     |
| Fakel Voronej             | Sergueï Oborine                  | 16 octobre 2019  | 20e        | Vladimir Bestchastnykh           | 16 octobre 2019  |
| FK Nijni Novgorod         | Dmitri Cheryshev                 | 16 octobre 2019  | 11e        | Robert Ievdokimov                | 16 octobre 2019  |
| Luch Vladivostok          | Roustem Khouzine                 | 19 octobre 2019  | 13e        | Valeri Petrakov                  | 11 novembre 2019 |
| Mordovia Saransk          | Marat Moustafine                 | 25 octobre 2019  | 19e        | Rouslan Moukhametchine (intérim) | 25 octobre 2019  |
| Tchaïka Pestchanokopskoïe | Dmitri Voïetski                  | 30 octobre 2019  | 11e        | Magomed Adiev (en)               | 14 novembre 2019 |
| FK Krasnodar-2            | Oleg Fomenko                     | 31 octobre 2019  | 16e        | Artiom Koulikov                  | 31 octobre 2019  |
| Rotor Volgograd           | Igor Menchtchikov                | 11 décembre 2019 | 1er        | Aliaksandr Khatskevich           | 20 décembre 2019 |
| Tekstilchtchik Ivanovo    | Denis Boïarintsev                | 20 décembre 2019 | 19e        | Sergueï Pavlov                   | 2 janvier 2020   |
| Avangard Koursk           | Oleg Vassilenko                  | 23 décembre 2019 | 14e        | Igor Beliaïev                    | 25 décembre 2019 |
| Spartak-2 Moscou          | Viktor Boulatov                  | 10 janvier 2020  | 16e        | Roman Pylypchuk (en)             | 15 janvier 2020  |
| FK Khimki                 | Andreï Talalaïev                 | 23 janvier 2020  | 3e         | Sergueï Iouran                   | 27 janvier 2020  |
| Mordovia Saransk          | Rouslan Moukhametchine (intérim) | 14 février 2020  | 18e        | Oleg Vassilenko                  | 14 février 2020  |

## Calendrier
Le calendrier de la deuxième division est publié le 7 juin 2019 par la FNL. Il s'agît de la huitième édition de la compétition suivant un calendrier « automne-printemps » à cheval sur deux années, format adopté par la fédération russe pour tous ses championnats professionnels en 2010. La compétition démarre ainsi officiellement le 7 juillet 2019 pour s'achever le 16 mai 2020. En raison de l'hiver russe très rugueux, celle-ci est entrecoupée d'une trêve hivernale allant du 23 novembre 2019 au 9 mars 2019. Les matchs de championnat se jouent généralement durant le week-end, bien que quelques journées soient placées en cours de semaine.
Peu après la fin du championnat sont disputés les barrages de promotion entre les deux premiers non-promus de FNL et les deux derniers non-relégués de première division, qui prennent place les 21 et 24 mai 2020.
Le tableau suivant récapitule le calendrier prévisionnel de la deuxième division pour la saison 2019-2020. Les tours de la coupe de Russie auxquels des clubs de FNL participent sont également indiqués.
En raison de la pandémie de Covid-19 en Russie, le championnat est arrêté à partir du 17 mars 2020, juste après la fin de la vingt-septième journée, et ne reprend pas par la suite tandis que les barrages de promotion sont eux aussi annulés. La Coupe de Russie se poursuit quant à elle durant les mois de juin et juillet.

## Compétition

### Règlement
Le championnat de la FNL se compose de vingt équipes professionnelles qui s'affrontent chacune deux fois, à domicile et à l'extérieur, pour un total de trente-huit matchs disputés pour chaque équipe. À l'issue de la saison, les deux premiers au classement sont automatiquement promus en première division russe tandis que le troisième et le quatrième sont qualifiés pour les barrages de promotion, où ils affrontent le treizième et le quatorzième de la division supérieure pour une place dans celle-ci. Les cinq derniers au classement sont quant à eux directement relégués en troisième division. Les équipes réserves peuvent être reléguées, mais en aucun cas être promues. Si une de ces équipes termine la saison dans les places de promotion, l'équipe non-réserviste suivante au classement se voit attribuer la qualification à la promotion ou aux barrages. Les autres équipes sont quant à elles maintenues et qualifiées pour prendre part à l'édition 2020-2021 de la compétition, sauf décision administrative contraire.
Si une équipe prenant part au championnat se retire avant la fin de la première moitié de la compétition, l'intégralité de ses résultats sont annulés. Si elle se retire après, l'intégralité de ses résultats restants sont comptés comme des défaites sur tapis vert sur le score de 3-0, tandis que les équipes qui auraient dues être affrontées se voient attribuer une victoire sur le même score. Dans les deux cas, l'équipe qui se retire est automatiquement comptée comme une équipe reléguée et ne peut prendre part à l'édition suivante de la compétition, qu'elle termine parmi les équipes reléguées ou non dans le classement final. Si ce deuxième cas, pouvant concerner les retraits de plusieurs équipes, se présente, les repêchages concernent en priorité les équipes relégables dans l'ordre de leur classement final.

### Critères de départage
Les équipes sont classées selon leur nombre de points. Ils se répartissent sur la base de trois points pour une victoire, un pour un match nul et zéro pour une défaite. Pour départager les équipes à égalité de points, les critères suivants sont utilisés :
1. Nombre de matchs gagnés ;
2. Résultats lors des confrontations directes (points, matchs gagnés, différence de buts, buts marqués, buts marqués à l'extérieur) ;
3. Différence de buts générale ;
4. Buts marqués ;
5. Buts marqués à l'extérieur ;

En cas d'égalité absolue entre deux équipes, même après application de ces critères de départage, deux situations se présentent :
1. Si la promotion, la relégation, ou le titre de champion sont en jeu, un match d'appui sur terrain neutre est disputé ;
2. Dans les autres cas, les deux équipes sont départagées par un tirage au sort.

Tout comme la troisième division, la deuxième division privilégie le nombre de matchs remportés par-rapport aux résultats lors des confrontations directes afin de départager les équipes à égalité, contrairement à la première division qui privilégie ce dernier critère dans son classement, le nombre de victoires passant comme deuxième critère de départage.

### Classement et résultats

#### Classement
| Rang | Équipe                      | Pts | J  | G  | N  | P  | Bp | Bc | Diff |
| ---- | --------------------------- | --- | -- | -- | -- | -- | -- | -- | ---- |
| 1    | Rotor Volgograd             | 56  | 27 | 17 | 5  | 5  | 41 | 21 | +20  |
| 2    | FK Khimki                   | 54  | 27 | 16 | 6  | 5  | 50 | 19 | +31  |
| 3    | Tchertanovo Moscou          | 54  | 27 | 15 | 9  | 3  | 37 | 19 | +18  |
| 4    | Torpedo Moscou P            | 53  | 27 | 16 | 5  | 6  | 39 | 25 | +14  |
| 5    | Neftekhimik Nijnekamsk P    | 48  | 27 | 13 | 9  | 5  | 38 | 25 | +13  |
| 6    | Baltika Kaliningrad         | 43  | 27 | 12 | 7  | 8  | 34 | 23 | +11  |
| 7    | SKA-Khabarovsk              | 43  | 27 | 12 | 7  | 8  | 42 | 30 | +12  |
| 8    | Chinnik Iaroslavl           | 43  | 27 | 12 | 7  | 8  | 43 | 35 | +8   |
| 9    | Tom Tomsk                   | 39  | 27 | 10 | 9  | 8  | 32 | 26 | +6   |
| 10   | Tchaïka Pestchanokopskoïe P | 38  | 27 | 10 | 8  | 9  | 31 | 29 | +2   |
| 11   | FK Nijni Novgorod           | 36  | 27 | 9  | 9  | 9  | 28 | 29 | -1   |
| 12   | FK Armavir                  | 30  | 27 | 7  | 9  | 11 | 23 | 29 | -6   |
| 13   | Avangard Koursk             | 29  | 27 | 5  | 14 | 8  | 29 | 39 | -10  |
| 14   | Ienisseï Krasnoïarsk R      | 28  | 27 | 7  | 7  | 13 | 23 | 40 | -17  |
| 15   | FK Krasnodar-2              | 28  | 27 | 6  | 10 | 11 | 32 | 34 | -2   |
| 16   | Luch Vladivostok            | 27  | 27 | 6  | 9  | 12 | 28 | 40 | -12  |
| 17   | Spartak-2 Moscou            | 26  | 27 | 6  | 8  | 13 | 38 | 45 | -7   |
| 18   | Tekstilchtchik Ivanovo P    | 19  | 27 | 5  | 4  | 18 | 25 | 52 | -27  |
| 19   | Fakel Voronej               | 19  | 27 | 4  | 7  | 16 | 14 | 44 | -30  |
| 20   | Mordovia Saransk            | 19  | 27 | 4  | 7  | 16 | 21 | 44 | -23  |

Promotions et relégations
- Promotion en première division.
- Rétrogradation administrative.

Abréviations
- R : Relégué de première division.
- P : Promu de troisième division.

1. ↑  Dans le contexte de la suspension du championnat en raison de la pandémie de Covid-19 qui affecte alors la Russie, le FK Armavir se retire officiellement de la compétition le 15 avril 2020.
2. ↑  L'Avangard Koursk annonce son retrait volontaire de la compétition pour l'édition 2020-2021 et descend en troisième division.
3. ↑  Le Luch Vladivostok annonce qu'il se retire du football professionnel pour la saison 2020-2021 et descend directement au quatrième échelon.
4. ↑  Le Mordovia Saransk n'a pas les moyens de payer pour une licence de deuxième division pour la saison 2020-2021 et se retire de la compétition.

#### Résultats
| Résultats (▼dom., ►ext.)                                   | ARM | AVA | BAL | CHI | FAK | IEN | KHI | KRA | LUC | MOR | NEF | NIJ | ROT | SKA | SPA | TPE | TCH | TEK | TOM | TOR |
| FK Armavir                                                 |     |     | 1-1 | 0-1 | 1-0 |     |     | 2-1 | 0-0 | 0-0 | 0-2 |     | 0-0 |     | 1-1 | 2-1 | 1-1 | 2-0 | 1-1 | 2-1 |
| Avangard Koursk                                            | 2-1 |     | 0-0 | 2-2 |     |     | 0-3 | 1-1 |     | 2-2 | 1-0 |     | 0-3 |     | 2-2 | 1-1 | 0-1 | 2-1 | 3-2 | 2-2 |
| Baltika Kaliningrad                                        | 2-0 |     |     |     | 3-0 |     |     | 4-1 | 0-0 | 0-2 | 1-0 | 2-1 | 2-1 | 1-0 | 0-1 | 0-1 | 1-2 |     |     | 1-1 |
| Chinnik Iaroslavl                                          | 1-1 | 1-3 | 0-2 |     |     | 0-0 | 0-1 |     | 3-1 | 1-0 |     | 1-3 | 0-1 |     | 3-2 | 2-3 |     | 3-0 | 2-1 |     |
| Fakel Voronej                                              | 0-2 | 0-0 | 1-2 | 0-4 |     | 1-1 | 0-3 |     | 1-0 | 2-1 |     | 0-2 |     | 0-2 |     | 0-0 | 0-0 |     | 0-0 | 0-1 |
| Ienisseï Krasnoïarsk                                       | 1-1 | 1-1 | 2-2 | 1-3 |     |     | 1-0 | 0-1 |     | 2-1 | 2-2 |     | 0-3 |     | 1-0 | 1-3 | 0-2 |     | 3-0 |     |
| FK Khimki                                                  | 1-0 | 3-0 | 0-1 |     |     | 4-0 |     | 3-0 |     | 4-0 | 3-2 |     | 0-2 |     | 1-0 | 1-0 | 3-1 | 2-1 | 3-0 |     |
| FK Krasnodar-2                                             |     | 1-0 |     | 2-2 | 0-0 | 4-0 | 2-2 |     | 1-2 |     |     | 2-2 | 0-1 | 2-2 |     |     | 1-2 | 1-1 | 0-1 |     |
| Luch Vladivostok                                           |     | 2-2 |     | 2-1 | 3-0 | 0-1 | 2-5 | 1-1 |     |     | 0-2 | 0-0 |     | 0-2 | 2-4 | 1-1 | 0-1 |     | 1-1 | 0-1 |
| Mordovia Saransk                                           |     |     | 0-3 | 1-1 | 1-1 |     |     | 0-3 | 1-2 |     | 0-1 | 0-1 | 0-1 | 2-3 | 1-0 | 0-0 | 2-3 | 1-0 |     | 1-1 |
| Neftekhimik Nijnekamsk                                     | 2-1 | 1-1 |     | 2-2 | 1-0 | 1-0 | 2-2 | 1-0 | 1-1 |     |     | 1-1 | 1-2 | 2-2 |     |     |     | 1-2 |     | 1-0 |
| FK Nijni Novgorod                                          | 1-0 | 1-1 | 0-0 | 1-3 | 2-1 | 1-3 | 1-0 |     |     |     | 0-1 |     |     | 1-1 | 2-2 | 1-2 | 0-0 |     | 0-1 | 2-1 |
| Rotor Volgograd                                            |     |     |     | 2-3 | 2-0 | 2-1 | 1-1 | 0-0 | 2-0 |     | 1-1 | 2-1 |     | 5-3 |     |     | 1-1 | 3-2 | 2-0 | 0-2 |
| SKA-Khabarovsk                                             | 3-0 | 1-0 | 2-0 | 1-2 | 1-0 | 2-0 | 1-1 |     |     | 1-2 |     | 2-0 |     |     | 3-0 | 3-2 | 0-0 |     | 1-1 | 0-1 |
| Spartak-2 Moscou                                           | 1-3 | 1-1 |     |     | 7-2 | 2-0 |     | 0-3 | 0-2 | 2-0 | 0-3 | 2-0 | 0-1 | 2-2 |     |     |     | 1-2 |     | 2-3 |
| Tchaïka Pestchanokopskoïe                                  | 1-0 | 1-1 | 1-0 |     | 0-1 |     |     | 1-1 | 1-1 | 3-1 | 0-2 | 0-0 | 2-1 | 0-2 | 2-1 |     | 0-1 | 3-0 |     |     |
| Tchertanovo Moscou                                         |     |     | 3-1 | 0-1 | 4-0 | 2-1 | 0-0 | 1-2 |     | 3-0 | 2-2 |     | 1-0 | 1-0 | 2-2 |     |     | 1-0 | 1-1 |     |
| Tekstilchtchik Ivanovo                                     |     |     | 1-5 | 1-1 | 1-4 | 0-1 | 1-4 | 1-0 | 4-3 |     | 1-2 | 0-2 | 0-1 | 3-1 | 1-1 |     |     |     | 0-2 | 0-0 |
| Tom Tomsk                                                  | 2-0 | 2-0 | 0-0 |     |     | 0-0 | 0-0 | 2-1 | 4-0 | 2-0 | 0-1 |     | 0-1 |     | 2-2 | 3-1 |     | 2-1 |     |     |
| Torpedo Moscou                                             | 2-1 | 3-1 | 2-0 | 2-0 |     | 2-0 | 1-0 | 2-1 | 0-2 | 2-2 |     | 0-2 |     | 2-1 |     | 2-1 | 0-1 | 3-1 | 2-1 |     |
| - Victoire à domicile - Match nul - Victoire à l'extérieur |     |     |     |     |     |     |     |     |     |     |     |     |     |     |     |     |     |     |     |     |

## Résumé de la saison

### Prévisions d'avant-saison
Le club vu comme le principal favori à la montée avant le début de la saison est le FK Nijni Novgorod, quatrième et barragiste malheureux à l'issue de l'exercice précédent. Parmi les autres prétendants attendus sont également cités le Chinnik Iaroslavl, le Rotor Volgograd, le Torpedo Moscou, le FK Khimki, l'Avangard Koursk ou encore le Ienisseï Krasnoïarsk, bien que la compétition soit considérée comme d'un niveau suffisamment homogène pour que d'autres équipes se joignent à la lutte pour la montée au cours de la saison,,.
Le Ienisseï Krasnoïarsk, le Luch Vladivostok ou encore le Torpedo Moscou sont notamment vues comme des équipes imprévisibles avant le début de la saison, pouvant finir tout aussi bien en haut qu'en bas de classement. Le FK Krasnodar-2, le FK Armavir et le Tom Tomsk sont quant à eux attendus dans le milieu de tableau. Parmi les clubs potentiellement en difficultés sont cités le SKA-Khabarovsk, le Tchertanovo Moscou et le Baltika Kaliningrad, qui ont connu des périodes de transfert compliquées ou des pré-saisons décevantes.
Les promus Neftekhimik Nijnekamsk, Tekstilchtchik Ivanovo et Tchaïka Pestchanokopskoïe, ainsi que le Fakel Voronej, le Mordovia Saransk et le Spartak-2 Moscou sont quant à eux considérés comme les plus menacés par la relégation.

### Première partie de saison

#### Le départ canon du FK Khimki - Journées 1 à 5
Démarrant le 7 juillet 2019, la première partie de saison s'étend à partir de là jusqu'à la trêve hivernale qui démarre à l'issue de la vingt-cinquième journée disputée aux alentours du 23 novembre 2019. Jusqu'à cette date, le championnat se dispute sans interruption chaque week-end, à l'exception des quatrième, huitième, dix-neuvième et vingt-troisième journées qui sont quant à elles placées en cours de semaine.
La saison démarre officiellement par les rencontres SKA-Khabarovsk-Chinnik Iaroslavl et Luch Vladivostok-FK Khimki, en raison du décalage horaire dans les régions de l'Extrême-Orient russe plaçant ces matchs à une heure matinale du point de vue des régions européennes. Ces rencontres se concluent par les victoires des deux équipes visiteuses qui l'emportent respectivement 2-1 et 5-2. Le reste de la première journée est marquée par neuf victoires à l'extérieur sur dix matchs, les plus notables étant le 3-0 du Rotor Volgograd sur la pelouse de l'Avangard Koursk et le 2-0 du Tom Tomsk sur celle du FK Nijni Novgorod,. La dernière rencontre jouée le 9 juillet se termine quant à elle sur la seule victoire à domicile du premier tour avec le succès du FK Armavir contre le FK Krasnodar-2 (2-1).
La deuxième journée voit Khimki enregistrer une nouvelle large victoire 3-0 face à l'Avangard Koursk tandis que le Rotor Volgograd, le Tom Tomsk, le Chinnik Iaroslavl, le Torpedo Moscou et le Tchertanovo Moscou remportent eux aussi une deuxième victoire de suite,. Tomsk et le Tchertanovo échouent à poursuivre cette série lors de la journée suivante avec chacun des matchs nuls face au Luch Vladivostok (1-1) et au Fakel Voronej (0-0) tandis que le Rotor et Khimki l'emportent largement à l'extérieur contre le Ienisseï Krasnoïarsk (3-0) et le Tekstilchtchik Ivanovo (4-1). Le Chinnik et le Torpedo poursuivent également sur leur lancée en gagnant eux aussi à l'extérieur contre Nijni Novgorod (3-1) et le SKA-Khabarovsk (1-0),.
Disputée en milieu de semaine le 24 juillet, la quatrième journée est marquée par la défaite 1-0 du Rotor Volgograd sur la pelouse du Tchertanovo Moscou tandis que le Torpedo Moscou et le Chinnik Iaroslavl concèdent le match nul face au Mordovia Saransk (2-2) et au FK Armavir (1-1). Seul le FK Khimki parvient à poursuivre sa série grâce à une large victoire 4-0 contre le Ienisseï Krasnoïarsk, affichant ainsi un bilan de quatre victoires en quatre matchs et de seize buts inscrits, constituant un des meilleurs débuts de saison de l'histoire de la compétition. Dans le même temps, le FK Nijni Novgorod, un des favoris à la montée connaît un début de saison difficile en inscrivant seulement un point lors des quatre premières rencontres après une nouvelle défaite chez le Spartak-2 Moscou (0-2),.
La série victorieuse de Khimki s'achève finalement dès la journée suivante avec un match nul 1-1 sur la pelouse du Rotor Volgograd. Dans le même temps les victoires du Tom Tomsk face au Tekstilchtchik Ivanovo (2-1) et du Tchertanovo Moscou contre le Baltika Kaliningrad (2-1) les voient rejoindre Khimki en tête du championnat avec un total de 13 points chacun. S'ensuit un autre trio de poursuivants pointant à 10 points : le Rotor Volgograd, le Chinnik Iaroslavl et le Torpedo Moscou, qui complètent ainsi les six premières places. En bas de classement, Nijni Novgorod remporte sa première victoire de la saison contre le Torpedo (2-1), de même pour l'Avangard Koursk qui fait tomber le Neftekhimik Nijnekamsk (1-0). À ce stade seuls le Tekstilchtchik Ivanovo et le Fakel Voronej ne comptent aucune victoire à l'issue des cinq premières journées. Avec un bilan de quatre défaites pour une seule victoire le Baltika Kaliningrad et le Ienisseï Krasnoïarsk font également partie des équipes en difficulté à ce stade de la saison,.

#### Un leadership instable - Journées 6 à 10
La principale affiche de la sixième journée voit le Tchertanovo Moscou recevoir le FK Khimki le 3 août. Celle-ci s'achève sur un match nul et vierge, tandis que le Tom Tomsk obtient un résultat similaire à domicile face au Ienisseï Krasnoïarsk. Dans le même temps, le Rotor Volgograd et le Torpedo Moscou l'emportent respectivement contre le FK Krasnodar-2 (1-0) et le FK Armavir (2-1), remontant ainsi à un point du podium, tandis que le Chinnik Iaroslavl chute à domicile face à l'Avangard Koursk (1-3). Le Fakel Voronej et le Tekstilchtchik Ivanovo remportent quant à eux leur première victoire de la saison, respectivement face au Mordovia Saransk (2-1) et au Neftekhimik Nijnekamsk (2-1),,,.
La journée suivante jouée une semaine plus tard contient elle aussi une confrontation de haut de classement avec la réception du Rotor Volgograd par Tomsk, une rencontre qui voit cette fois l'équipe visiteuse l'emporter en fin de match sur le score de 1-0. En parallèle, le Tchertanovo Moscou enchaîne un deuxième match nul d'affilée sur la pelouse du SKA-Khabarovsk tandis que le Torpedo Moscou s'impose à Vladivostok (1-0) et que le FK Khimki retrouve le chemin de la victoire à domicile face au FK Krasnodar-2 (3-0). Ces résultats ont ainsi pour conséquence le retour de Khimki comme unique leader du championnat, suivi de près par le Rotor et le Torpedo, alors que le Tchertanovo complète le quatuor de tête et que Tomsk sort des places de promotions. En bas de classement, les victoires du FK Nijni Novgorod et du Baltika Kaliningrad face au Fakel Voronej (2-1) et au Mordovia Saransk (3-0) leur permettent de sortir de la zone de relégation, alors que le Ienisseï Krasnoïarsk pointe en dernière position avec cinq points après son match nul face au Neftekhimik Nijnekamsk (2-2),,,.
Concédant le match nul sur la pelouse du Tom Tomsk (0-0) le 14 août, le FK Khimki perd sa première position pour la première fois de la saison à l'issue de la huitième journée, étant dépassé par le Rotor Volgograd, vainqueur du Neftekhimik Nijnekamsk et nouveau leader (2-1), ainsi que par le Torpedo Moscou qui bat quant à lui l'Avangard Koursk (3-1). Le Tchertanovo Moscou concède quant à lui la défaite sur sa pelouse face au FK Krasnodar-2 (1-2) et retombe à la cinquième place derrière Tomsk. Les bons résultats de la plupart des autres équipes de bas de classement relèguent le Fakel Voronej à la dernière place du championnat à l'issue de la journée. Une autre rencontre notable est l'opposition entre le Baltika Kaliningrad et le FK Nijni Novgorod, deux équipes connaissant un début de saison plus décevant qu'attendu. Celle-ci se conclut sur une victoire 2-1 du Baltika qui fait retomber son adversaire du jour dans la zone des relégables,. Pointant à l'avant-dernière position après un match nul et vierge sur la pelouse du Chinnik Iaroslavl, le Ienisseï Krasnoïarsk est la première équipe à changer d'entraîneur au cours de cette saison, Iouri Gazzaïev prenant la place d'Aleksandr Alekseïev à la tête de l'équipe, bien que ce dernier reste en tant qu'adjoint.
Le leadership du Rotor Volgograd s'avère de très courte durée, les Volgogradois étant défaits chez eux par le Chinnik Iaroslavl dès le 18 août lors de la neuvième journée (2-3), un résultat qui profite au Torpedo Moscou et à Khimki, vainqueurs du Tekstilchtchik Ivanovo (3-1) et du Neftekhimik Nijnekamsk (3-2), qui occupent les deux premières position en fin de journée. Les poursuivants Tomsk et le Tchertanovo Moscou remportent également leurs rencontres respectives contre Krasnodar-2 (1-0) et le Mordovia Saransk (3-2) et se maintiennent à quatre points de la première place. Défait largement 3-0 à Vladivostok, le Fakel Voronej confirme quant à lui sa dernière place au classement,,. Peu après la fin de la journée, l'Avangard Koursk, quatorzième, annonce la démission de son entraîneur Mourat Iskakov et son remplacement par Oleg Vassilenko.
Tirant profit du match nul 1-1 entre le Tchertanovo et Tomsk lors de la dixième journée, les équipes du trio de tête remportent quant à elles leurs rencontres respectives et accroient leur avance au classement, le Torpedo comptant 25 points à ce stade de la compétition suivi de Khimki à 24 tandis que le Rotor complète le podium avec 22 unités, soit trois de plus que ces deux poursuivants,,.

#### Échappée du duo de tête - Journées 11 à 14
Théâtre d'une nouvelle confrontation entre les équipes du haut de classement, la onzième journée du championnat voit le Rotor Volgograd recevoir le Torpedo Moscou le 31 août, un match qui s'achève sur la victoire de ce dernier sur le score de 2-0. Ce résultat combiné à la victoire de Khimki face au Spartak-2 (1-0) permet aux deux premiers de conforter leur avance en tête du classement. Le Tom Tomsk et le Tchertanovo Moscou enchaînent quant à eux un deuxième match sans victoire, l'un concédant la défaite à domicile face au Neftekhimik Nijnekamsk (0-1) tandis que l'autre fait match nul sur la pelouse du FK Nijni Novgorod (0-0). Vainqueur du Luch Vladivostok dans le cadre du derby de l'Extrême-Orient (2-0), le SKA-Khabarovsk revient ainsi à deux points de la quatrième place occupée par le Tchertanovo. En bas de classement, le Ienisseï Krasnoïarsk et le Tekstilchtchik Ivanovo sont lourdement battus par le Tchaïka Pestchanokopskoïe (1-3) et le Fakel Voronej (1-4) et tombent dans les deux dernières positions, à respectivement cinq et trois points de la zone de maintien. Restant invaincu à ce stade de la compétition, le FK Khimki bat par ailleurs le record d'invincibilité de début de saison en FNL établi par l'Arsenal Toula lors de la saison 2013-2014,.
La principale rencontre de la douzième journée est l'opposition entre les deux leaders du championnat, avec la réception du FK Khimki par le Torpedo Moscou le 8 septembre. Celle-ci se conclut par la défaite des visiteurs (0-1) dont la série d'invincibilité s'achève et qui permettent à leurs adversaires de creuser l'écart à la tête du classement, ceux-ci prenant ainsi une avance de quatre points sur la deuxième place et neuf sur le troisième. Dans le même temps, le SKA-Khabarovsk profite des nouveaux faux-pas du Tchertanovo et de Tomsk pour s'adjuger la quatrième position après une troisième victoire d'affilée face à l'Avangard Koursk (1-0) et fait ainsi son entrée dans les places de promotion, revenant à un point du Rotor Volgograd, qui a été quant à lui battu sur la pelouse du Tchaïka Pestchanokopskoïe (1-2). Défait par le Chinnik Iaroslavl (1-2), le Tom Tomsk sort donc du top 5 pour la première fois de la saison. Dans le bas de classement, le Ienisseï Krasnoïarsk enchaîne un onzième match d'affilée sans victoire après son match nul sur la pelouse du Fakel Voronej (1-1) tandis que le Tekstilchtchik Ivanovo connaît sa quatrième défaite de suite en étant largement vaincu à domicile par le Baltika Kaliningrad (1-5),.
Le Torpedo remporte le 14 septembre sa huitième victoire d'affilée en championnat aux dépens du FK Krasnodar-2 (2-1), établissant un nouveau record en FNL. Pendant ce temps les deux autres occupants du podium l'emportent également tandis que le SKA-Khabarovsk est battu sur la pelouse du Tekstilchtchik Ivanovo, qui met un terme à sa série noire (3-1). Cette dernière contre-performance profite au Tchertanovo Moscou, qui reprend la quatrième place après son match nul à Armavir (1-1). Le Ienisseï Krasnoïarsk passe lui aussi très près de remporter sa première victoire depuis la première journée, mais concède finalement le match nul dans les derniers instants de la rencontre face au Baltika Kaliningrad (2-2),,. Vainqueur respectivement du Tom Tomsk (2-1) et du Fakel Voronej (3-0), le duo de tête poursuit sur sa lancée la semaine suivante, tandis que le Rotor Volgograd est vaincu en fin de rencontre sur la pelouse du Baltika Kaliningrad, qui enchaîne pour sa part un huitième match de suite sans défaite et passe en neuvième position (1-2). Le Tchertanovo Moscou tombe quant à lui à domicile face au Chinnik Iaroslavl (0-1) et chute en sixième position, concédant une nouvelle fois la quatrième place au SKA-Khabarovsk, vainqueur du Ienisseï Krasnoïarsk (2-0), tandis que le Chinnik passe cinquième,,.
Ainsi, à cinq journées de la fin de la phase aller, le duo de tête Torpedo-Khimki enregistre une avance confortable sur ses poursuivants, pointant respectivement à 37 et 33 points, tandis que le Rotor Volgograd complète le podium avec 25 unités, n'ayant pris que trois points lors des quatre dernières rencontres. Ce dernier est par ailleurs menacé par la remontée du SKA, qui ne compte qu'un seul point de retard, tandis que le Chinnik et le Tchertanovo sont également à moins de trois unités de la troisième position. À l'autre bout du classement, le Ienisseï reste sur une série de treize matchs sans victoire et pointe en dernière position avec 8 points. Comptant 10 et 11 unités chacun, le Fakel Voronej et le Tekstilchtchik Ivanovo sont les deux autres équipes solidement ancrées dans la zone de relégation, bien qu'elles ne comptent que trois et deux points de retard sur le maintien, symbolisé par le duo Avangard Koursk, Mordovia Saransk qui complète le groupe de relégables et sont à égalité de points avec Krasnodar-2, premier non-relégable.

#### Lutte serrée pour la quatrième position - Journées 15 à 19
Théâtre d'un duel de barragistes, la rencontre de la quinzième journée entre le Rotor Volgograd et le SKA-Khabarovsk le 29 septembre est l'une des plus prolifiques de la saison, pas moins de huit buts étant marqués tandis que les Volgogradois l'emportent finalement chez eux sur le score de 5 buts à 3 et conservent ainsi leur troisième position. Ce résultat profite également au Chinnik Iaroslavl et au Tchertanovo Moscou, vainqueurs respectifs du Mordovia Saransk (3-2) et du Luch Vladivostok (1-0), qui relèguent ainsi le SKA à la sixième place. Les deux leaders sont dans le même temps défaits, le Neftekhimik Nijnekamsk mettant un terme à la série de neuf victoires consécutives du Torpedo Moscou (1-0) tandis que le Baltika Kaliningrad s'impose sur la pelouse de Khimki (1-0). Le Ienisseï Krasnoïarsk profite quant à lui de ce tour pour mettre un terme à sa série sans succès face au Mordovia Saransk (2-1) et revient au niveau du duo Voronej-Ivanovo à quatre points du premier non-relégable,,,.
La journée suivante voit le Torpedo Moscou retrouver le chemin de la victoire face au Chinnik Iaroslavl à domicile (2-0), ce qui n'est pas le cas de son dauphin Khimki, qui concède le match nul à Khabarovsk (1-1) et n'affiche plus qu'une avance de trois points sur le Rotor Volgograd, vainqueur du Mordovia Saransk (1-0). Au niveau de la lutte pour les barrages, en plus de la défaite de Iaroslavl et du match nul du SKA, le Tchertanovo concède lui aussi le nul face au Spartak-2 (2-2), le trio étant rattrapé par le Neftekhimik Nijnekamsk, victorieux face au Tchaïka Pestchanokopskoïe (2-0), qui revient au niveau de la quatrième place occupée par le Chinnik, ainsi que par le Baltika Kaliningrad, qui signe un nouveau succès chez lui face à Krasnodar-2 (4-1) et revient à un point du quatrième. Dans le bas de classement, le Ienisseï Krasnoïarsk enchaîne une deuxième victoire de suite sur la pelouse de Nijni Novgorod (2-1) et remonte en dix-septième position. Défait 2-0 par Armavir, le Tekstilchtchik Ivanovo est quant à lui la nouvelle lanterne rouge du championnat avec onze points,,.
Le dix-septième tour est marqué par la victoire de l'intégralité du trio de tête, avec notamment la large victoire 4-0 de Khimki contre le Mordovia Saransk. Pendant ce temps, le Chinnik Iaroslavl est défait sur ses terres par le Tchaïka Pestchanokopskoïe (2-3) et doit céder la quatrième place au Neftekhimik Nijnekamsk, vainqueur quant à lui du Fakel Voronej (1-0), tandis que le Tchertanovo Moscou s'impose à Avangard Koursk (1-0) et passe cinquième. Tenus en échec à l'extérieur par Tom Tomsk (0-0) et Krasnodar-2 (2-2), le Baltika Kaliningrad et le SKA-Khabarovsk rejoignent le Chinnik à trois unités du nouveau quatrième. Vainqueur d'une prolifique confrontation face au Luch Vladivostok (4-3), le Tekstilchtchik Ivanovo laisse quant à lui sa dernière place au Fakel Voronej,,. Ce dernier club voit dans la foulée le départ de son entraîneur Sergueï Oborine, qui est remplacé par Vladimir Bestchastnykh le 16 octobre, tandis que le FK Nijni Novgorod, qui se classe onzième malgré des ambitions de montée en début d'exercice, remplace le même jour Dmitri Cheryshev par Robert Ievdokimov.
À l'inverse du tour précédent, la dix-huitième journée voit cette fois les trois premiers échouer à s'imposer, le Torpedo Moscou étant vaincu chez lui par le Tchertanovo Moscou (0-1), de même pour Khimki sur la pelouse du FK Nijni Novgorod (0-1) tandis que le Rotor Volgograd concède le match nul à Armavir (0-0). Profitant quant à lui de la défaite du Neftekhimik Nijnekamsk à Kaliningrad (0-1), le Tchertanovo s'adjuge la quatrième position et revient à trois points du podium, tandis que le Baltika Kaliningrad revient au niveau du Neftekhimik. Le Chinnik Iaroslavl rejoint ce dernier duo après sa large victoire à Voronej (4-0), tandis que le SKA-Khabarovsk et le Tom Tomsk se neutralisent (1-1). Large vainqueur du Mordovia Saransk (3-0), le FK Krasnodar-2 sort de la zone de relégation où il est remplacé par le Spartak-2, défait sur le terrain du Tchaïka Pestchanokopskoïe (1-2). Le Ienisseï Krasnoïarsk remporte quant à lui sa troisième victoire en quatre matchs sur la pelouse du Luch Vladivostok (1-0) et revient à égalité avec le premier non-relégable,. Classé quatorzième à un point de la relégation à l'issue de ce tour, l'entraîneur du Luch Vladivostok Roustem Khouzine annonce sa démission dans la foulée de la défaite face au Ienisseï le 19 octobre.
Marquant la fin de la phase aller, le dix-neuvième tour est marqué par la large victoire du Spartak-2, qui domine le Fakel Voronej sur le score de 7 buts à 2 et sort de la zone de relégation. Parmi les autres relégables, le Mordovia Saransk est battu à Tomsk (0-2) tandis que Krasnodar-2, le Ienisseï Krasnoïarsk et le Tekstilchtchik Ivanovo font tous les trois matchs nuls. En haut de classement, l'intégralité du quatuor de tête s'impose. De même pour le Baltika Kaliningrad qui l'emporte à Iaroslavl (2-0) et distance dans la foulée ce dernier ainsi que le Neftekhimik Nijnekamsk, tenu quant à lui en échec par le SKA-Khabarovsk (2-2),. L'entraîneur du Mordovia Saransk Marat Moustafine quitte par ailleurs son poste le 25 octobre, incapable de poursuivre pour des raisons de santé, et est remplacé par son adjoint Rouslan Moukhametchine jusqu'à la trêve hivernale.
Alors que la moitié des matchs de la saison ont été joués, le Torpedo Moscou maintient ainsi son leadership acquit depuis la neuvième journée avec un total de 46 points, soit une avance de six unités sur Khimki, qui affiche lui-même deux longueurs d'avance sur le Rotor Volgograd, troisième et premier barragiste avec 38 points, ce trio de tête n'ayant lui non plus pas changé depuis la neuvième journée. Quatrième, le Tchertanovo Moscou complète les places de barragistes avec 35 unités. Il est suivi du Baltika Kaliningrad, invaincu depuis le sixième tour et restant sur treize matchs sans défaite, qui compte 32 points. Derrière, le Neftekhimik Nijnekamsk ainsi que le duo Chinnik Iaroslavl-Tom Tomsk pointent respectivement à deux et trois longueurs du Baltika. Le SKA-Khabarovsk, Nijni Novgorod et le Tchaïka Pestchanokopskoïe sont solidement ancrés en milieu de classement avec 28 à 24 points. Au niveau de la lutte pour le maintien, l'Avangard Koursk pointe à la douzième place avec 21 points, suivi du Spartak-2 Moscou et du FK Armavir à une unité derrière. Le Luch Vladivostok est le premier non-relégable avec 19 points, soit autant que le Ienisseï Krasnoïarsk et le Krasnodar-2 qui sont classés derrière en position de relégables en raison de leurs résultats lors des confrontations directes. Classé dix-huitième, le Tekstilchtchik Ivanovo compte cinq points de retard sur ce trio, soit un point de plus que le Mordovia Saransk et deux de plus que le Fakel Voronej, dernier du championnat avec 12 points et n'ayant plus connu la victoire depuis huit rencontres.

#### Le Rotor Volgograd passe en tête avant la trêve - Journées 20 à 25
Premier tour de la phase retour, la vingtième journée voit le Torpedo Moscou et le Baltika Kaliningrad se neutraliser sur la pelouse de ce dernier (1-1), tandis que le reste du top 4 s'impose, avec notamment une victoire 3-0 de Khimki à Koursk. Le Tchertanovo Moscou profite quant à lui de sa victoire contre le Ienisseï Krasnoïarsk (2-0) pour marquer une avance de cinq points sur le Baltika. Vainqueur sur la pelouse du FK Nijni Novgorod (1-0), le Neftekhimik Nijnekamsk revient au niveau de la cinquième place. En bas de classement, le Fakel Voronej met un terme à sa série sans succès sur la pelouse du Tchaïka Pestchanokopskoïe (1-0) et laisse la place de lanterne rouge au Mordovia Saransk, tenu en échec par le Chinnik Iaroslavl (1-1),. Cette journée est par ailleurs marquée par le départ d'Oleg Fomenko du FK Krasnodar-2, remplacé par Artiom Koulikov le 31 octobre, tandis que l'entraîneur du Tchaïka Pestchanokopskoïe Dmitri Voïetski est renvoyé après sa défaite contre Voronej, alors que le promu se classe onzième au classement.
Le tour suivant voit l'intégralité du top 4 s'imposer, avec notamment la victoire 4-0 du Tchertanovo Moscou contre le Fakel Voronej, tandis que la série de quatorze matchs sans défaite du Baltika Kaliningrad s'achève sur la pelouse du Tchaïka Pestchanokopskoïe où il est battu 1-0, un résultat profitant au Neftekhimik Nijnekamsk qui prend la cinquième place après sa victoire contre Armavir (2-1). Tom Tomsk enregistre l'autre large victoire de la journée en triomphant du Luch Vladivostok là aussi sur le score de 4-0. Vainqueur de l'Avangard Koursk (1-0), Krasnodar-2 sort de la zone de relégation aux dépens du Luch, tandis que les autres relégables s'inclinent tous,.
Vaincu sur la pelouse du Ienisseï Krasnoïarsk (0-1), Khimki voit son retard sur la première place passer à cinq points à l'issue de la vingt-deuxième journée, après le match nul du Torpedo Moscou à Saransk (1-1), tandis que son avance sur la troisième position n'est plus que d'un seul point alors que le Rotor Volgograd a été tenu en échec par le Tchertanovo Moscou (1-1). Remportant une troisième victoire de suite contre le Luch Vladivostok, le Neftekhimik Nijnekamsk revient quant à lui à trois unités de la quatrième place. À l'autre bout du classement, la victoire du Ienisseï lui permet de sortir de la zone de relégation aux dépens du FK Armavir pour la première fois depuis le quatrième tour,. À l'issue de cette journée, Valeri Petrakov est nommé à la tête du Luch Vladivostok le 11 novembre, un peu moins d'un mois après le renvoi de Roustem Khouzine.
Défait sur ses terres par le Rotor Volgograd lors du vingt-troisième tour le 13 novembre (0-2), le FK Khimki concède finalement sa deuxième position à son adversaire du jour, qui revient de plus à trois unités du Torpedo Moscou, lui aussi vaincu chez lui par le FK Nijni Novgorod (0-2). Dans le même temps le Tchertanovo Moscou s'impose face au Baltika Kaliningrad (3-1) et accroît son avance sur le Neftekhimik Nijnekamsk, tenu en échec par l'Avangard Koursk (1-1). Lourdement battu par Krasnodar-2 (0-4), le Ienisseï Krasnoïarsk retourne quant à lui dans la zone de relégation, dépassé par Armavir qui s'est imposé sur la pelouse du Spartak-2 (3-1),. Peu après ce tour et deux semaines après le renvoi de Dmitri Voïetski, le Tchaïka Pestchanokopskoïe annonce la nomination de Magomed Adiev (en) au poste d'entraîneur.
Connaissant la défaite pour la deuxième fois de suite sur la pelouse d'Armavir (1-2), le Torpedo Moscou voit son avance sur la troisième position retomber à deux points lors de la journée suivante, après le match nul du Rotor Volgograd contre Krasnodar-2 (0-0) et la victoire de Khimki face au Tchertanovo Moscou (3-1). Ce dernier retombe par ailleurs à la portée du Neftekhimik Nijnekamsk, vainqueur du Tekstilchtchik Ivanovo (2-1), qui revient ainsi à deux unités de la quatrième place. Dans le bas de classement, le Ienisseï Krasnoïarsk s'impose contre Tom Tomsk (3-0) et laisse sa place de relégable au Spartak-2, battu chez lui par le Luch Vladivostok (0-2),.
Disputée le samedi 23 novembre et constituant le dernier tour joué lors de l'année 2019, la vingt-cinquième journée est marquée par la troisième défaite consécutive du Torpedo Moscou, qui s'incline chez lui contre le Luch Vladivostok (0-2), et cède ainsi sa place de leader pour la première fois depuis le neuvième tour au Rotor Volgograd, vainqueur quant à lui du Tom Tomsk (2-0). Dans le même temps, Khimki concède le match nul à Krasnodar (2-2) tandis que le Tchertanovo Moscou et le Neftekhimik Nijnekamsk s'imposent tous les deux contre le SKA-Khabarovsk (1-0) et le Ienisseï Krasnoïarsk (1-0). La victoire du Luch a également pour conséquence de sortir celui-ci de la zone de relégation aux dépens du Ienisseï. Vainqueur sur la pelouse du Baltika Kaliningrad (2-0), le Mordovia Saransk remporte quant à lui son premier match depuis le mois de septembre et laisse sa dernière place au Fakel Voronej,.

#### Classement à la trêve hivernale
Alors que le championnat entame une longue trêve hivernale de près de trois mois et demi s'étalant jusqu'au mois de mars 2020, le classement à l'issue de cette première phase de la compétition est dominé par le Rotor Volgograd, leader avec 52 points, qui a dépassé le Torpedo Moscou qui perd la première place pour la première fois depuis la neuvième journée et se classe à présent second avec un point de retard, tandis que  le FK Khimki complète le podium avec 50 unités. Quatrième et deuxième barragiste, le Tchertanovo Moscou se place à deux points de Khimki mais compte une avance de deux points sur le Neftekhimik Nijnekamsk, cinquième et premier non-barragiste avec 46 points.
Les équipes classées entre la sixième et la onzième position avec 40 à 35 points constituent quant à elles le milieu de classement, étant trop loin des premières places pour prétendre à la promotion dans l'immédiat et trop en avance sur la relégation pour être considérées comme candidates au maintien, ce groupe contenant le Chinnik Iaroslavl, le Baltika Kaliningrad, le SKA-Khabarovsk, le promu Tchaïka Pestchanokopskoïe, le Tom Tomsk ainsi que le FK Nijni Novgorod.
Placé en douzième place, le FK Krasnodar-2 compte trois points d'avance sur le premier relégable avec 28 unités et est suivi par le duo Armavir-Avangard Koursk à un point derrière. Le Luch Vladivostok complète quant à lui le groupe des non-relégables avec 26 points. À une unité de ce dernier, le Spartak-2 Moscou et le Ienisseï Krasnoïarsk se placent dans la zone de relégation mais forment eux-mêmes un groupe à part dans celle-ci, le fond du classement étant occupé par le trio Mordovia Saransk-Tekstilchtchik Ivanovo-Fakel Voronej dénombrant 19 à 16 points, soit 7 à 10 unités de retard sur le maintien à treize journées de la fin.
| Rang | Équipe                      | Pts | J  | G  | N  | P  | Bp | Bc | Diff |
| ---- | --------------------------- | --- | -- | -- | -- | -- | -- | -- | ---- |
| 1    | Rotor Volgograd             | 52  | 25 | 16 | 4  | 5  | 39 | 20 | +19  |
| 2    | Torpedo Moscou P            | 51  | 25 | 16 | 3  | 6  | 37 | 23 | +14  |
| 3    | FK Khimki                   | 50  | 25 | 15 | 5  | 5  | 45 | 17 | +28  |
| 4    | Tchertanovo Moscou          | 48  | 25 | 13 | 9  | 3  | 32 | 18 | +14  |
| 5    | Neftekhimik Nijnekamsk P    | 46  | 25 | 13 | 7  | 5  | 35 | 22 | +13  |
| 6    | Chinnik Iaroslavl           | 40  | 25 | 11 | 7  | 7  | 40 | 33 | +7   |
| 7    | Baltika Kaliningrad         | 39  | 25 | 11 | 6  | 8  | 32 | 23 | +9   |
| 8    | SKA-Khabarovsk              | 37  | 25 | 10 | 7  | 8  | 37 | 28 | +9   |
| 9    | Tchaïka Pestchanokopskoïe P | 36  | 25 | 10 | 6  | 9  | 29 | 27 | +2   |
| 10   | Tom Tomsk                   | 36  | 25 | 9  | 9  | 7  | 30 | 22 | +8   |
| 11   | FK Nijni Novgorod           | 35  | 25 | 9  | 8  | 8  | 28 | 27 | +1   |
| 12   | FK Krasnodar-2              | 28  | 25 | 6  | 10 | 9  | 30 | 30 | 0    |
| 13   | FK Armavir                  | 27  | 25 | 6  | 9  | 10 | 22 | 27 | -5   |
| 14   | Avangard Koursk             | 27  | 25 | 5  | 12 | 8  | 26 | 36 | -10  |
| 15   | Luch Vladivostok            | 26  | 25 | 6  | 8  | 11 | 27 | 38 | -11  |
| 16   | Spartak-2 Moscou            | 25  | 25 | 6  | 7  | 12 | 37 | 43 | -6   |
| 17   | Ienisseï Krasnoïarsk R      | 25  | 25 | 6  | 7  | 12 | 21 | 37 | -16  |
| 18   | Mordovia Saransk            | 19  | 25 | 4  | 7  | 14 | 19 | 38 | -19  |
| 19   | Tekstilchtchik Ivanovo P    | 17  | 25 | 5  | 2  | 18 | 24 | 51 | -27  |
| 20   | Fakel Voronej               | 16  | 25 | 3  | 7  | 15 | 13 | 43 | -30  |

### Deuxième partie de saison

#### Trêve hivernale
En trêve pendant près de trois mois et demi, le championnat de deuxième division reprend officiellement lors de la vingt-sixième journée disputée le 9 mars 2020 et retrouve à partir de là un rythme hebdomadaire le week-end, à l'exception des trente-et-unième et trente-sixième journées qui sont disputées en cours de semaine. La compétition s'achève définitivement à l'issue de la trente-huitième journée jouée le 16 mai 2020, après quoi sont disputés les barrages de promotion contre les équipes de première division qui marquent la fin de la saison russe.
La trêve hivernale est marquée par pas moins de cinq changements d'entraîneurs durant les mois de décembre et janvier, les plus notables étant ceux de deux équipes du podium avec le départ d'Igor Menchtchikov du Rotor Volgograd au profit du Biélorusse Aliaksandr Khatskevich,, tandis qu'Andreï Talalaïev du FK Khimki quitte également ses fonctions pour laisser sa place à Sergueï Iouran,. Les autres changements concernent des équipes du bas de classement, le Tekstilchtchik Ivanovo remplaçant ainsi Denis Boïarintsev par Sergueï Pavlov,, tandis que Roman Pylypchuk (en) prend la place de Viktor Boulatov à la tête du Spartak-2 Moscou,. Enfin, l'Avangard Koursk change d'entraîneur pour la deuxième fois de la saison, Oleg Vassilenko laissant sa place à Igor Beliaïev, qui avait déjà entraîné le club à la saison précédente, pour aller prendre la tête du Mordovia Saransk.

#### Fin de trêve et abandon du championnat - Journées 26 et 27
La reprise du championnat le 9 mars 2020 est marquée d'entrée par un match nul du duo de tête Rotor Volgograd-Torpedo Moscou, tenus en échec respectivement par le Neftekhimik Nijnekamsk (1-1) et l'Avangard Koursk (2-2). Ces deux résultats profitent au FK Khimki, large vainqueur du Tom Tomsk (3-0), qui prend ainsi la deuxième position au Torpedo et revient à égalité de points avec le Rotor, qui conserve sa première place. Dans le même temps, la victoire du Tchertanovo Moscou sur la pelouse de Krasnodar-2 (2-1) lui permet également de revenir à proximité directe du podium, les quatre premiers se tenant à présent en seulement deux points. Dans le bas de classement, le Ienisseï Krasnoïarsk est battu chez lui par le Chinnik Iaroslavl (1-3) tandis que le Spartak-2 Moscou et le Luch Vladivostok font matchs nuls contre le Tekstilchtchik Ivanovo (1-1) et le Tchaïka Pestchanokopskoïe (1-1),,.
La journée qui suit est marquée par une nouvelle victoire du Tchertanovo, qui se défait largement du Mordovia Saransk (3-0) pour revenir au niveau de Khimki, tenu en échec par le Neftekhimik Nijnekamsk (2-2), tandis que le Rotor Volgograd profite de ce dernier résultat pour reprendre deux points d'avance sur ses poursuivants grâce à une victoire sur la pelouse du Chinnik Iaroslavl (1-0). Pendant ce temps, le Torpedo Moscou poursuit sa série noire en championnat en enchaînant un sixième match de suite sans victoire après son match nul face au Telstilchtchik Ivanovo (0-0) et tombe à la quatrième place, mais compte cependant toujours cinq points d'avance sur le Neftekhimik en cinquième position. Dans le bas de classement, le match nul du Telstilchtchik combiné à la victoire du Fakel Voronej contre le Luch Vladivostok (1-0) font tomber le Mordovia en dernière position. En parallèle, le Ienisseï Krasnoïarsk s'impose face au Spartak-2 Moscou (1-0) et sort de la zone de relégation aux dépens de Vladivostok. Armavir et Krasnodar-2 sont quant à eux défaits respectivement par le Baltika Kaliningrad (0-2) et le Tom Tomsk (1-2) tandis que l'Avangard Koursk obtient le match nul sur la pelouse du Tchaïka Pestchanokopskoïe (1-1),. Le championnat est par la suite suspendu à partir du 17 mars en raison de la pandémie mondiale de maladie à coronavirus qui affecte alors également la Russie. La date de reprise minimale de la compétition est alors fixée au 31 mai 2020.
Le championnat ne reprend cependant pas et est définitivement abandonné sur décision de la fédération russe de football le 15 mai 2020, de même pour la troisième division. En vertu de cette décision, le classement au moment de la suspension de la compétition est considéré comme définitif tandis les barrages de promotion sont annulés et qu'aucune équipe n'est sportivement reléguée. En parallèle, le Rotor Volgograd est de ce fait déclaré champion et accède à la première division. Deuxième et théoriquement promu, le FK Khimki indique dans un premier temps ne pas pouvoir prendre part à l'élite pour des raisons financières par le biais du ministre des sports de l'oblast de Moscou durant le mois de juin, avant de finalement accepter la montée à la mi-juillet.
Malgré l'annulation des relégations sportives, plusieurs clubs en difficultés financières annoncent tout de même leur retrait de la compétition pour la saison suivante. Le Luch Vladivostok quitte ainsi le football professionnel pour officier au quatrième échelon tandis que le FK Armavir et l'Avangard Koursk annoncent leur descente en troisième division,. Le Mordovia Saransk n'a quant à lui pas les moyens de payer pour une licence de deuxième division et ne peut prendre part à la saison 2020-2021.

## Statistiques

### Leader par journée
La frise suivante montre l'évolution des équipes ayant successivement occupé la première place :
|           | ——        | ——        | ——        | ——        | ——        | ——        | ——  | ——             | ——             | ——             | ——             | ——             | ——             | ——             | ——             | ——             | ——             | ——             | ——             | ——             | ——             | ——             | ——             | ——    | ——    | ——    | —— |  |
| FK Khimki | FK Khimki | FK Khimki | FK Khimki | FK Khimki | FK Khimki | FK Khimki | ROT | Torpedo Moscou | Torpedo Moscou | Torpedo Moscou | Torpedo Moscou | Torpedo Moscou | Torpedo Moscou | Torpedo Moscou | Torpedo Moscou | Torpedo Moscou | Torpedo Moscou | Torpedo Moscou | Torpedo Moscou | Torpedo Moscou | Torpedo Moscou | Torpedo Moscou | Torpedo Moscou | Rotor | Rotor | Rotor |    |  |
|           |           |           |           |           |           |           |     |                |                |                |                |                |                |                |                |                |                |                |                |                |                |                |                |       |       |       |    |  |
|           |           |           |           |           |           |           |     |                |                |                |                |                |                |                |                |                |                |                |                |                |                |                |                |       |       |       |    |  |
| 1         | 2         | 3         | 4         | 5         | 6         | 7         | 8   | 9              | 10             | 11             | 12             | 13             | 14             | 15             | 16             | 17             | 18             | 19             | 20             | 21             | 22             | 23             | 24             | 25    | 26    | 27    |    |  |

### Dernier par journée
La frise suivante montre l'évolution des équipes ayant successivement occupé la dernière place :
|     | ——  | ——  | ——  | ——  | ——  | ——  | ——    | ——    | ——                   | ——                   | ——                   | ——                   | ——                   | ——  | ——  | ——    | ——    | ——    | ——               | ——               | ——               | ——               | ——               | ——    | ——    | ——  | —— |  |
| AVA | AVA | IVA | AVA | IVA | BAL | IEN | Fakel | Fakel | Ienisseï Krasnoïarsk | Ienisseï Krasnoïarsk | Ienisseï Krasnoïarsk | Ienisseï Krasnoïarsk | Ienisseï Krasnoïarsk | FAK | IVA | Fakel | Fakel | Fakel | Mordovia Saransk | Mordovia Saransk | Mordovia Saransk | Mordovia Saransk | Mordovia Saransk | Fakel | Fakel | MOR |    |  |
|     |     |     |     |     |     |     |       |       |                      |                      |                      |                      |                      |     |     |       |       |       |                  |                  |                  |                  |                  |       |       |     |    |  |
|     |     |     |     |     |     |     |       |       |                      |                      |                      |                      |                      |     |     |       |       |       |                  |                  |                  |                  |                  |       |       |     |    |  |
| 1   | 2   | 3   | 4   | 5   | 6   | 7   | 8     | 9     | 10                   | 11                   | 12                   | 13                   | 14                   | 15  | 16  | 17    | 18    | 19    | 20               | 21               | 22               | 23               | 24               | 25    | 26    | 27  |    |  |

### Domicile et extérieur
| Rang | Équipe                    | Pts | J  | G  | N | P | Bp | Bc | Diff |
| ---- | ------------------------- | --- | -- | -- | - | - | -- | -- | ---- |
| 1    | Torpedo Moscou            | 34  | 15 | 11 | 1 | 3 | 25 | 14 | +11  |
| 2    | FK Khimki                 | 33  | 13 | 11 | 0 | 2 | 28 | 7  | +21  |
| 3    | SKA-Khabarovsk            | 27  | 14 | 8  | 3 | 3 | 21 | 9  | +12  |
| 4    | Tom Tomsk                 | 25  | 13 | 7  | 4 | 2 | 19 | 7  | +12  |
| 5    | Tchertanovo Moscou        | 25  | 13 | 7  | 4 | 2 | 21 | 10 | +11  |
| 6    | Rotor Volgograd           | 25  | 13 | 7  | 4 | 2 | 23 | 15 | +8   |
| 7    | Baltika Kaliningrad       | 23  | 13 | 7  | 2 | 4 | 17 | 10 | +7   |
| 8    | Tchaïka Pestchanokopskoïe | 22  | 14 | 6  | 4 | 4 | 15 | 12 | +3   |
| 9    | FK Armavir                | 22  | 14 | 5  | 7 | 2 | 13 | 10 | +3   |
| 10   | Neftekhimik Nijnekamsk    | 21  | 13 | 5  | 6 | 2 | 17 | 14 | +3   |
| 11   | Avangard Koursk           | 19  | 14 | 4  | 7 | 3 | 18 | 21 | -3   |
| 12   | Chinnik Iaroslavl         | 17  | 13 | 5  | 2 | 6 | 17 | 18 | -1   |
| 13   | FK Nijni Novgorod         | 17  | 14 | 4  | 5 | 5 | 13 | 17 | -4   |
| 14   | Ienisseï Krasnoïarsk      | 16  | 13 | 4  | 4 | 5 | 15 | 19 | -4   |
| 15   | Spartak-2 Moscou          | 14  | 13 | 4  | 2 | 7 | 20 | 22 | -2   |
| 16   | Tekstilchtchik Ivanovo    | 12  | 14 | 3  | 3 | 8 | 14 | 27 | -13  |
| 17   | FK Krasnodar-2            | 12  | 12 | 2  | 6 | 4 | 16 | 15 | +1   |
| 18   | Luch Vladivostok          | 11  | 14 | 2  | 5 | 7 | 14 | 22 | -8   |
| 19   | Fakel Voronej             | 11  | 14 | 2  | 5 | 7 | 5  | 18 | -13  |
| 20   | Mordovia Saransk          | 10  | 14 | 2  | 4 | 8 | 10 | 20 | -10  |

| Rang | Équipe                    | Pts | J  | G  | N | P  | Bp | Bc | Diff |
| ---- | ------------------------- | --- | -- | -- | - | -- | -- | -- | ---- |
| 1    | Rotor Volgograd           | 31  | 14 | 10 | 1 | 3  | 18 | 6  | +12  |
| 2    | Tchertanovo Moscou        | 29  | 14 | 8  | 5 | 1  | 16 | 9  | +7   |
| 3    | Neftekhimik Nijnekamsk    | 27  | 14 | 8  | 3 | 3  | 21 | 11 | +10  |
| 4    | Chinnik Iaroslavl         | 26  | 14 | 7  | 5 | 2  | 26 | 17 | +9   |
| 5    | FK Khimki                 | 21  | 14 | 5  | 6 | 3  | 22 | 12 | +10  |
| 6    | Baltika Kaliningrad       | 20  | 14 | 5  | 5 | 4  | 17 | 13 | +4   |
| 7    | FK Nijni Novgorod         | 19  | 13 | 5  | 4 | 4  | 15 | 12 | +3   |
| 8    | Torpedo Moscou            | 19  | 12 | 5  | 4 | 3  | 14 | 11 | +3   |
| 9    | SKA-Khabarovsk            | 16  | 13 | 4  | 4 | 5  | 21 | 21 | 0    |
| 10   | Tchaïka Pestchanokopskoïe | 16  | 13 | 4  | 4 | 5  | 16 | 17 | -1   |
| 11   | FK Krasnodar-2            | 16  | 15 | 4  | 4 | 7  | 16 | 19 | -3   |
| 12   | Luch Vladivostok          | 16  | 13 | 4  | 4 | 5  | 14 | 18 | -4   |
| 13   | Tom Tomsk                 | 14  | 14 | 3  | 5 | 6  | 13 | 19 | -6   |
| 14   | Ienisseï Krasnoïarsk      | 12  | 14 | 3  | 3 | 8  | 8  | 21 | -13  |
| 15   | Spartak-2 Moscou          | 12  | 14 | 2  | 6 | 6  | 18 | 23 | -5   |
| 16   | Avangard Koursk           | 10  | 13 | 1  | 7 | 5  | 11 | 18 | -7   |
| 17   | Mordovia Saransk          | 9   | 13 | 2  | 3 | 8  | 11 | 24 | -13  |
| 18   | FK Armavir                | 8   | 13 | 2  | 2 | 9  | 10 | 19 | -9   |
| 19   | Fakel Voronej             | 8   | 13 | 2  | 2 | 9  | 9  | 26 | -17  |
| 20   | Tekstilchtchik Ivanovo    | 7   | 13 | 2  | 1 | 10 | 11 | 25 | -14  |

### Évolution du classement
Le tableau suivant récapitule le classement au terme de chacune des journées définies par le calendrier officiel.
| Journées →     | 1  | 2  | 3  | 4  | 5  | 6  | 7  | 8  | 9  | 10 | 11 | 12 | 13 | 14 | 15 | 16 | 17 | 18 | 19 | 20 | 21 | 22 | 23 | 24 | 25 | 26 | 27 | Prom. | Barr. | Rel. |
|                |    |    |    |    |    |    |    |    |    |    |    |    |    |    |    |    |    |    |    |    |    |    |    |    |    |    |    |       |       |      |
| -------------- | -- | -- | -- | -- | -- | -- | -- | -- | -- | -- | -- | -- | -- | -- | -- | -- | -- | -- | -- | -- | -- | -- | -- | -- | -- | -- | -- | ----- | ----- | ---- |
| Armavir        | 5  | 10 | 12 | 13 | 14 | 16 | 10 | 9  | 10 | 11 | 12 | 14 | 14 | 14 | 15 | 12 | 13 | 13 | 14 | 13 | 15 | 16 | 15 | 12 | 13 | 12 | 12 |       |       | 2    |
| Avangard       | 20 | 20 | 18 | 20 | 16 | 11 | 13 | 17 | 14 | 15 | 15 | 16 | 16 | 17 | 14 | 15 | 15 | 12 | 12 | 12 | 14 | 13 | 13 | 14 | 14 | 14 | 13 |       |       | 9    |
| Baltika        | 15 | 19 | 19 | 14 | 17 | 20 | 14 | 10 | 11 | 13 | 14 | 13 | 13 | 9  | 9  | 8  | 6  | 5  | 5  | 5  | 6  | 6  | 7  | 6  | 7  | 8  | 6  |       |       | 4    |
| Chinnik        | 4  | 5  | 3  | 3  | 5  | 8  | 8  | 7  | 7  | 8  | 7  | 6  | 6  | 5  | 4  | 4  | 8  | 7  | 7  | 8  | 9  | 8  | 8  | 7  | 6  | 6  | 8  |       | 5     |      |
| Fakel          | 13 | 13 | 14 | 17 | 19 | 15 | 16 | 20 | 20 | 19 | 16 | 17 | 18 | 19 | 20 | 19 | 20 | 20 | 20 | 18 | 18 | 19 | 19 | 19 | 20 | 20 | 19 |       |       | 25   |
| Ienisseï       | 6  | 9  | 13 | 15 | 18 | 19 | 20 | 19 | 19 | 20 | 20 | 20 | 20 | 20 | 19 | 17 | 17 | 16 | 17 | 17 | 17 | 15 | 16 | 15 | 17 | 17 | 14 |       |       | 20   |
| Khimki         | 1  | 1  | 1  | 1  | 1  | 1  | 1  | 3  | 2  | 2  | 2  | 2  | 2  | 2  | 2  | 2  | 2  | 2  | 2  | 2  | 2  | 2  | 3  | 3  | 3  | 2  | 2  | 23    | 4     |      |
| Krasnodar-2    | 11 | 17 | 15 | 16 | 11 | 13 | 18 | 14 | 18 | 17 | 17 | 15 | 15 | 15 | 16 | 16 | 16 | 15 | 16 | 16 | 13 | 14 | 12 | 13 | 12 | 13 | 15 |       |       | 11   |
| Luch           | 19 | 11 | 10 | 9  | 9  | 10 | 11 | 12 | 9  | 9  | 11 | 10 | 10 | 10 | 12 | 11 | 12 | 14 | 15 | 15 | 16 | 17 | 17 | 17 | 15 | 15 | 16 |       |       | 6    |
| Mordovia       | 14 | 18 | 11 | 11 | 12 | 14 | 19 | 15 | 17 | 16 | 18 | 18 | 19 | 16 | 17 | 18 | 19 | 19 | 19 | 20 | 20 | 20 | 20 | 20 | 18 | 18 | 20 |       |       | 23   |
| Neftekhimik    | 7  | 8  | 6  | 7  | 8  | 9  | 9  | 11 | 12 | 10 | 9  | 9  | 9  | 7  | 7  | 5  | 4  | 6  | 6  | 6  | 5  | 5  | 5  | 5  | 5  | 5  | 5  |       | 1     |      |
| Nijni Novgorod | 18 | 15 | 17 | 19 | 15 | 17 | 12 | 16 | 13 | 12 | 13 | 11 | 11 | 11 | 10 | 10 | 11 | 11 | 10 | 10 | 10 | 10 | 10 | 11 | 11 | 11 | 11 |       |       | 5    |
| Rotor          | 2  | 2  | 2  | 6  | 4  | 4  | 2  | 1  | 3  | 3  | 3  | 3  | 3  | 3  | 3  | 3  | 3  | 3  | 3  | 3  | 3  | 3  | 2  | 2  | 1  | 1  | 1  | 10    | 16    |      |
| SKA            | 12 | 12 | 16 | 10 | 10 | 7  | 7  | 8  | 8  | 6  | 6  | 4  | 5  | 4  | 6  | 7  | 7  | 8  | 9  | 7  | 8  | 7  | 6  | 8  | 8  | 7  | 7  |       | 2     | 1    |
| Spartak-2      | 8  | 7  | 8  | 8  | 7  | 6  | 6  | 6  | 6  | 7  | 8  | 12 | 12 | 13 | 13 | 14 | 14 | 17 | 13 | 14 | 12 | 12 | 14 | 16 | 16 | 16 | 17 |       |       | 5    |
| Tchaïka        | 16 | 14 | 9  | 12 | 13 | 12 | 15 | 18 | 15 | 14 | 10 | 8  | 8  | 12 | 11 | 13 | 10 | 10 | 11 | 11 | 11 | 11 | 11 | 10 | 9  | 9  | 10 |       |       | 2    |
| Tchertanovo    | 9  | 6  | 7  | 5  | 3  | 3  | 4  | 5  | 5  | 5  | 4  | 5  | 4  | 6  | 5  | 6  | 5  | 4  | 4  | 4  | 4  | 4  | 4  | 4  | 4  | 4  | 3  |       | 15    |      |
| Tekstilchtchik | 17 | 16 | 20 | 18 | 20 | 18 | 17 | 13 | 16 | 18 | 19 | 19 | 17 | 18 | 18 | 20 | 18 | 18 | 18 | 19 | 19 | 18 | 18 | 18 | 19 | 19 | 18 |       |       | 28   |
| Tomsk          | 3  | 3  | 5  | 2  | 2  | 2  | 5  | 4  | 4  | 4  | 5  | 7  | 7  | 8  | 8  | 9  | 9  | 9  | 8  | 9  | 7  | 9  | 9  | 9  | 10 | 10 | 9  | 3     | 5     |      |
| Torpedo        | 10 | 4  | 4  | 4  | 6  | 5  | 3  | 2  | 1  | 1  | 1  | 1  | 1  | 1  | 1  | 1  | 1  | 1  | 1  | 1  | 1  | 1  | 1  | 1  | 2  | 3  | 4  | 18    | 6     |      |

Les équipes comptant au moins un match en retard sont indiquées en gras et italiques.

## Distinctions individuelles
| Rang | Joueur               | Club                            | Buts | Pen. | Min./but |
| ---- | -------------------- | ------------------------------- | ---- | ---- | -------- |
| 1    | Ivan Sergueïev       | Torpedo Moscou                  | 14   | 1    | 159,3    |
| 2    | Aleksandr Roudenko   | Spartak-2 Moscou Torpedo Moscou | 14   | 2    | 149,8    |
| 3    | Merabi Ouridia       | Neftekhimik Nijnekamsk          | 11   | 0    | 194,5    |
| 4    | Denis Makarov        | Neftekhimik Nijnekamsk          | 11   | 2    | 146,1    |
| 5    | German Onougkha      | FK Krasnodar-2                  | 11   | 3    | 165,4    |
| 6    | Mikhaïl Markine      | Baltika Kaliningrad             | 11   | 4    | 164,8    |
| 7    | Sergueï Samodine     | Chinnik Iaroslavl               | 10   | 0    | 192,9    |
| 7    | Vladislav Sarveli    | Tchertanovo Moscou              | 10   | 0    | 220      |
| 9    | Adlan Katsaïev (en)  | SKA-Khabarovsk                  | 9    | 3    | 137      |
| 10   | Eldar Nizamoutdinov  | Chinnik Iaroslavl               | 9    | 5    | 217,8    |
| 10   | Moukhammad Soultonov | Rotor Volgograd                 | 9    | 5    | 219,1    |

| Rang | Joueur               | Club               | Passes |
| ---- | -------------------- | ------------------ | ------ |
| 1    | Artem Polyarus (en)  | FK Khimki          | 9      |
| 2    | Aleksandr Ryazantsev | Torpedo Moscou     | 8      |
| 3    | Arshak Koryan (en)   | FK Khimki          | 6      |
| 3    | Sylvanus Nimely      | Spartak-2 Moscou   | 6      |
| 3    | Vladislav Sarveli    | Tchertanovo Moscou | 6      |
| 6    | Iouri Gorchkov       | Tchertanovo Moscou | 5      |
| 6    | Ilia Samochnikov     | Torpedo Moscou     | 5      |
| 6    | Nikita Bezlikhotnov  | FK Armavir         | 5      |
| 6    | Ivan Oleïnikov       | Chinnik Iaroslavl  | 5      |
| 6    | Roman Minaïev        | Avangard Koursk    | 5      |
| 6    | Moukhammad Soultonov | Rotor Volgograd    | 5      |
| 6    | Eldar Nizamoutdinov  | Chinnik Iaroslavl  | 5      |

### Récompenses mensuelles
Chaque mois, la FNL ainsi que les fans du championnat désignent chacun un entraîneur et un joueur du mois. Le tableau suivant récapitule les différents vainqueurs de ces deux titres honorifiques. Le prix n'est pas attribué pour les mois de décembre à février en raison de la trêve hivernale.
| Mois       | Joueur du mois    | Joueur du mois            | Joueur du mois       | Joueur du mois     | Entraîneur du mois     | Entraîneur du mois     | Entraîneur du mois | Entraîneur du mois        |
| Mois       | FNL               | FNL                       | Fans                 | Fans               | FNL                    | FNL                    | Fans               | Fans                      |
| Mois       | Joueur            | Club                      | Joueur               | Club               | Entraîneur             | Club                   | Entraîneur         | Club                      |
| ---------- | ----------------- | ------------------------- | -------------------- | ------------------ | ---------------------- | ---------------------- | ------------------ | ------------------------- |
| Juillet,   | Ivan Sergueïev    | Torpedo Moscou            | Adlan Katsaïev (en)  | SKA-Khabarovsk     | Andreï Talalaïev       | FK Khimki              | Igor Menchtchikov  | Rotor Volgograd           |
| Août,      | Denis Makarov     | Neftekhimik Nijnekamsk    | Adlan Katsaïev (en)  | SKA-Khabarovsk     | Nikolaï Savitchev (en) | Torpedo Moscou         | Dmitri Voïetski    | Tchaïka Pestchanokopskoïe |
| Septembre, | Mladen Kašćelan   | Baltika Kaliningrad       | Denis Tkachuk (en)   | Rotor Volgograd    | Ievgueni Kalechine     | Baltika Kaliningrad    | Igor Menchtchikov  | Rotor Volgograd           |
| Octobre,   | Andreï Goloubev   | Neftekhimik Nijnekamsk    | Maksim Matioucha     | Tchertanovo Moscou | Igor Osinkine          | Tchertanovo Moscou     | Igor Menchtchikov  | Rotor Volgograd           |
| Novembre,  | Igor Bezdenejnykh | Tchaïka Pestchanokopskoïe | Moukhammad Soultonov | Rotor Volgograd    | Iouri Outkoulbaïev     | Neftekhimik Nijnekamsk | Igor Menchtchikov  | Rotor Volgograd           |

## Parcours des clubs en Coupe de Russie
Dix-huit des vingt clubs de la FNL prennent part à la Coupe de Russie 2019-2020, les deux équipes réserves du championnat n'étant pas autorisées à y participer. Ils sont exempts des trois premiers tours et font leur entrée dans la compétition au quatrième tour au cours du mois d'août 2019. Pour l'emporter, une équipe doit donc passer six tours : le quatrième tour, les seizièmes de finale, les huitièmes de finale, les quarts de finale, les demi-finales et la finale. La saison précédente avait vue l'intégralité des équipes de la deuxième division être éliminées dès le stade des huitièmes de finale.
Le quatrième tour est marqué par l'élimination de cinq équipes, dont trois face à des clubs de la troisième division, tandis que les deux autres sont vaincus à l'issue de confrontations face à d'autres équipes du deuxième échelon. Uniquement confrontés à des clubs de la première division lors des seizièmes de finale, sept clubs parviennent à l'emporter, le FK Nijni Novgorod éliminant notamment le FK Krasnodar (1-0) tandis que le Baltika Kaliningrad parvient à se défaire du Lokomotiv Moscou, tenant du titre de la compétition, aux tirs au but.
En huitièmes de finale, quatre de ces équipes sont éliminées, deux par des clubs de première division tandis que les autres sont battus au cours des deux confrontations entre équipes du deuxième échelon. Au stade des quarts de finale se retrouve donc le Torpedo Moscou, vainqueur du Baltika Kaliningrad (1-0), qui se voit opposer au FK Khimki qui a éliminé le FK Orenbourg (2-1), assurant de ce fait l'accession d'au moins une équipe de la division au dernier carré de la compétition. Le troisième et dernier participant de deuxième division est le Chinnik Iaroslavl, tombeur du FK Nijni Novgorod à l'issue des tirs au but.
L'opposition intradivisionnelle entre Khimki et le Torpedo Moscou s'achève sur une large victoire du premier, hôte de la rencontre, sur le score de 5 buts à 1. Dans le même temps, le Chinnik est éliminé par l'Oural Iekaterinbourg (0-2). Qualifié pour le dernier carré, Khimki se voit alors opposé à l'Oural et finit par l'emporter à l'extérieur pour accéder à la finale de la compétition (3-1), disputant ainsi sa deuxième finale après celle de 2005 et réitérant l'exploit de l'Avangard Koursk deux ans plus tôt en arrivant à ce stade en tant qu'équipe de deuxième division,.
| Manche        | Quatrième tour | Seizièmes de finale | Huitièmes de finale | Quarts de finale | Demi-finales | Finale |
| ------------- | -------------- | ------------------- | ------------------- | ---------------- | ------------ | ------ |
| Clubs engagés | 18 (32)        | 13 (32)             | 7 (16)              | 3 (8)            | 1 (4)        | 1 (2)  |

Entre parenthèses, le nombre total de clubs engagés à chaque tour